# Mourad Jabrane
Mourad Jabrane – marokański piłkarz grający na pozycji obrońcy. W swojej karierze rozegrał 2 mecze w reprezentacji Maroka.

## Kariera klubowa
W swojej karierze piłkarskiej Jabrane grał w klubie Maghreb Fez. W sezonie 1987/1988 zdobył z nim Puchar Maroka, a w sezonie 1988/1989 został z nim wicemistrzem kraju.

## Kariera reprezentacyjna
W reprezentacji Maroka Jabrane zadebiutował 2 marca 1988 w wygranym 2:1 towarzyskim meczu z NRD, rozegranym w Al-Muhammadijji. W 1988 roku powołano go do kadry na Puchar Narodów Afryki 1988. Wystąpił na nim w jednym meczu, o 3. miejsce z Algierią (1:1, k. 3:4). Z Marokiem zajął 4. miejsce w tym turnieju. W kadrze narodowej rozegrał dwa mecze, oba w 1988.